# Francesco di Giorgio

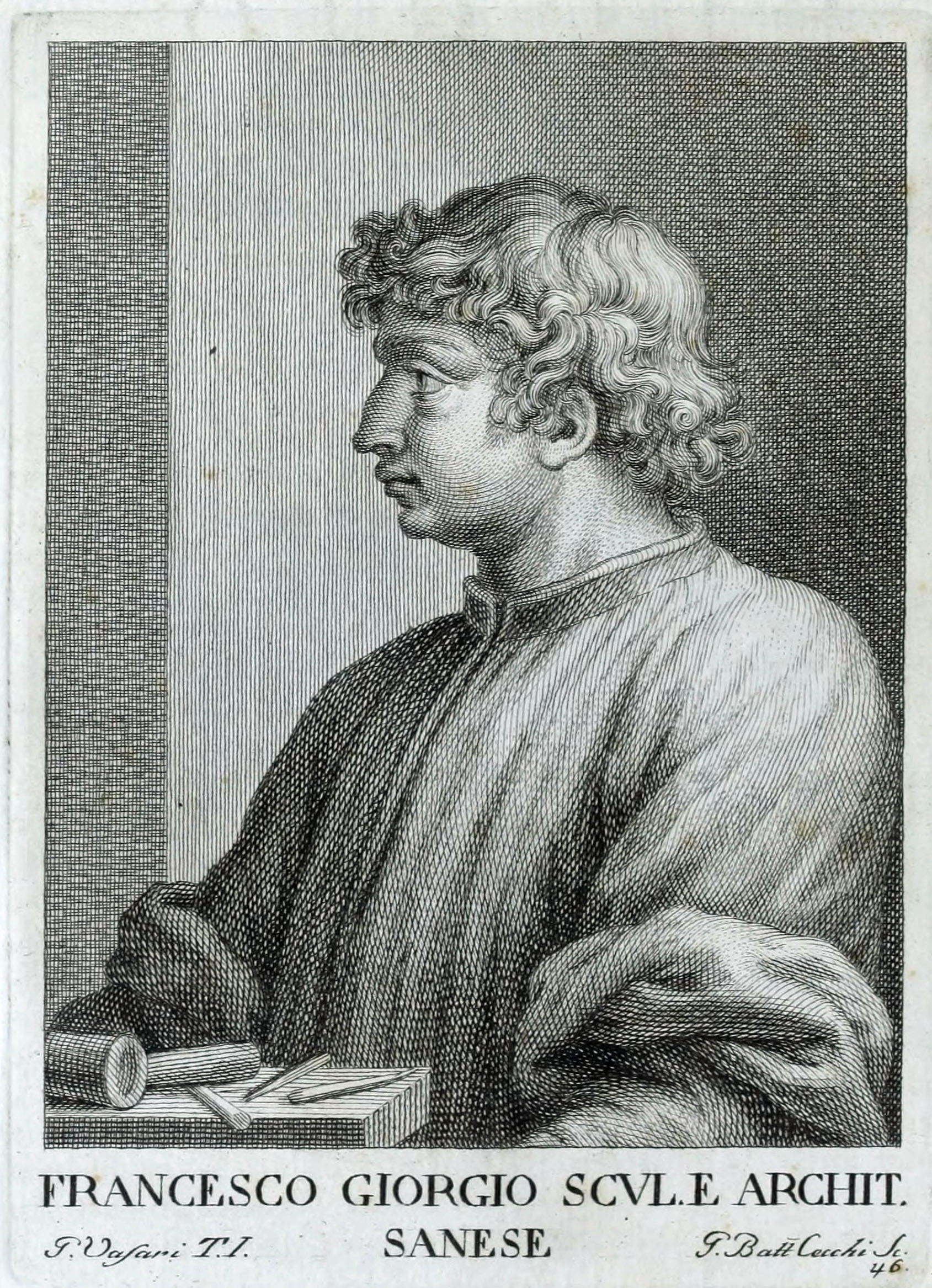
Francesco di Giorgio Martini

Francesco di Giorgio Martini (Siena, 23 de setembro de 1439 — Siena, 29 de setembro de 1501) foi um arquiteto, engenheiro, pintor, escultor e escritor italiano. Como pintor, pertenceu à Escola de Siena. Ele foi considerado um teórico arquitetônico visionário - nos termos de Nikolaus Pevsner: "um dos mais interessantes arquitetos posteriores do Quattrocento".
Como engenheiro militar, executou projetos arquitetônicos e projetos escultóricos e construiu quase setenta fortificações para Federico da Montefeltro, Conde (mais tarde Duque) de Urbino, construindo muralhas da cidade e primeiros exemplos de fortificações em forma de estrela. Nascido em Siena, foi aprendiz de pintor com Vecchietta. Em painéis pintados para cassones, ele se afastou das representações tradicionais de alegres procissões de casamento em fórmulas semelhantes a frisos para expressar visões de espaços urbanos ideais, simétricos, vastos e quase vazios, representados em perspectiva.
Compôs um tratado de arquitetura, o Trattato di architettura, ingegneria e arte militare, o terceiro do Quattrocento, depois de Leone Battista Alberti e Filarete; trabalhou nele por décadas e terminou algum tempo depois de 1482; foi publicado em manuscrito.